# Louisiana-territoriet
 For alternative betydninger, se Louisiana. (Se også artikler, som begynder med Louisiana)
File:Louisiana Purchase.jpg
Louisiana-territoriet har ført en omskiftelig tilværelse. Området, der ikke må forveksles med den nuværende stat, Louisiana, har været engelsk, fransk, spansk og så har det selvfølgelig tilhørt USA. 

## Historie
I 1513 opdagede spanieren Juan Ponce de Leon Florida og han krævede hele øen, som han troede det var, for den spanske krone. Det vil sige, at på det tidspunkt var hele Nordamerika i princippet spansk. Imidlertid forlod spanierne hurtigt området igen, men i 1541 ”erobrede” Hernando de Soto så de sydøstlige stater, og endnu engang krævede han hele området fra kyst til kyst for Spanien.
I 1682 rejste Robert René Cavalier, Sieur de La Salle fra de franske besiddelser i Canada via de store søer ned ad Mississippi-floden. Formålet med turen var at etablere en pelshandelsrute ad Mississippi hele vejen ned til den Mexicanske Golf. La Salle krævede hele det område, som blev afvandet af Mississippi til Frankrig. Mississippi-floden afvander stort set hele den del af det nordamerikanske fastland, som ligger mellem Appalacherne i øst og Rocky Mountains i vest, så det var et stort område. Det var La Salle, der kaldte området ”Louisiana” efter Ludvig 14. af Frankrig, der havde sendt ham ud på ekspeditionen. I 1699 blev kolonien Louisiana etableret som del af Ny Frankrig, den franske konges besiddelser i Nordamerika. Hovedstaden var først Mobile i det nuværende Alabama, men i 1718 flyttede koloniens hovedstad til den nyanlagte by New Orleans.
I 1732 etablerede James Edward Oglethorpe den engelske koloni, Georgia, der var noget større end den nuværende stat af samme navn. Den omfattede alt land mellem floderne Savannah River i nord og Altamaha River i syd, og mellem Atlanterhavet i øst, og Stillehavet i vest. Hermed fik også England ”lagt billet ind på området”, men da englænderne ikke vidste meget om, hvad der lå på den anden side af Appalacherne, og ikke havde nogen chance for at håndhæve den ret, de havde tiltaget sig, fik dette aldrig nogen praktisk betydning; området var hele tiden under fransk kontrol.
I 1763 tabte Frankrig syvårskrigen og et af resultaterne var, at landet mistede stort set alle sine besiddelser i Amerika. Disse blev delt mellem England og Spanien, og så var Louisiana territoriet igen spansk. Dette holdt indtil 1800, hvor området under Napoleon, vendte tilbage til Frankrig. I 1803 var Frankrig igen i krig med England, og da man ikke ønskede at franske besiddelser skulle falde i Englands hænder, indgik Napoleon en aftale med USA’s præsident, Thomas Jefferson, om at USA købte Louisiana-territoriet af Frankrig for $15 millioner (Louisiana-købet). Dermed fordoblede Jefferson USA’s areal.
Dermed var Louisiana blevet amerikansk, og det har det været siden. Amerikanerne kaldte den sydligste del af territoriet for Orleans Territory (det er det, der i dag udgør staten Louisiana), og den nordlige del af territoriet, beholdt den gamle franske betegnelse, og fik St. Louis som hovedstad. I 1812 blev Orleans Territory til en selvstændig stat under navnet Louisiana, og for at undgå forveksling blev den nordlige del af territoriet omdøbt til Missouri Territory. Dermed ”ophørte” eksistensen af Louisiana-territoriet.
15 af USA's nuværende stater ligger helt eller delvist i det der engang var Louisiana-territoriet: Arkansas, Colorado, Iowa, Kansas, Louisiana, Minnesota, Missouri, Montana, North Dakota, Nebraska, New Mexico, Oklahoma, South Dakota, Texas og Wyoming. Derudover dækker området også dele af de canadiske delstater Alberta og Saskatchewan.